# Bally
Bally là một thành phố và khu đô thị của quận Haora thuộc bang Tây Bengal, Ấn Độ.

## Nhân khẩu
Theo điều tra dân số năm 2001 của Ấn Độ, Bally có dân số 261.575 người. Phái nam chiếm 57% tổng số dân và phái nữ chiếm 43%. Bally có tỷ lệ 76% biết đọc biết viết, cao hơn tỷ lệ trung bình toàn quốc là 59,5%: tỷ lệ cho phái nam là 78%, và tỷ lệ cho phái nữ là 74%. Tại Bally, 8% dân số nhỏ hơn 6 tuổi.